# Kolonia Dębice
Kolonia Dębice [pronunciación en polaco: /kɔˈlɔɲa dɛmˈbit͡sɛ/] es una aldea ubicada en el distrito administrativo de Gmina Włocławek, dentro del condado de Włocławek, Voivodato de Cuyavia y Pomerania, en el centro-norte de Polonia.